# Lost in Time (jeu vidéo)
Pour les articles homonymes, voir Lost in Time.
Lost in Time est un jeu d'aventure en full motion video  développé par Coktel Vision. Le scénario a été écrit par Muriel Tramis. Il est sorti en 1993 sur PC.

## Synopsis
Doralice Prunelier hérite d'un domaine situé en bord de mer. En explorant le corps de logis et ses dépendances (un vieux phare, un embarcadère, une cabane de pêcheur...), elle se retrouve perdue dans le passé et doit faire face à un dangereux criminel, Jarlath Equs. Dans son périple, elle se fera aider par un agent secret du futur, Melkior, et un esclave noir, Yoruba.

## Système de jeu et graphismes
Lost in Time est un jeu d'aventure de type point and click (toutes les actions de jeu se font à la souris). C'est également un jeu en vue subjective : le joueur incarne l'héroïne et ne la voit donc jamais, hormis durant les scènes cinématiques.
Faisant appel à la fois à des graphismes de synthèse, à des prises de vue réelles et à l'intervention d'acteurs en chair et en os, Lost in Time annonçait quelques « standards » du jeu d'aventure du milieu des années 1990 comme Gabriel Knight 2 ou Phantasmagoria.

## Accueil
- PC Zone : 69 %[1]